# Trohan, Vaslui
Trohan este un sat în comuna Gârceni din județul Vaslui, Moldova, România. Se află în partea de nord-vest a județului,  în Colinele Tutovei.

## Personalități
- Athanasie Mironescu (1856 - 1931), mitropolit, membru de onoare al Academiei Române

## Monumente
- Biserica de lemn "Adormirea Maicii Domnului", ctitorită în 1824.